# Бней Ноах
Бней Но́ах (ивр. בְּנֵי נוֹחַ‎ — «Потомки Ноя», Ноахи́ды) — современное монотеистическое религиозное движение, пропагандирующее «иудаизм для неевреев». Согласно воззрениям иудаизма, для исполнения Божьей воли неевреи не обязаны переходить в иудаизм, однако на них возлагается обязанность соблюдения «Семи законов потомков Ноя».
Формально ивритский термин «Бней Ноах» относится ко всем неевреям, поскольку все люди, согласно Торе, являются потомками Ноя (к еврейскому народу применяется термин «Бней Исраэ́ль», ивр. בְּנֵי יִשְׂרָאֵל‎). Однако в настоящее время он всё чаще используется в отношении тех неевреев, которые добровольно присоединились к еврейскому Завету и взяли на себя соблюдение «Семи заповедей потомков Ноя» согласно представлениям иудаизма.
Известно о сравнительно заметном присутствии движения на Филиппинах. По данным религиоведа Рейчел З. Фельдман (Rachel Z. Feldman), приверженцами Бней Ноах к 2018 году являлись около 2 тысяч филиппинцев; вероятно, местная ноахидская община является крупнейшей. Учение распространено также в Великобритании, Нигерии, России, США (особенно в штате Техас) и в странах Латинской Америки.

## Теологическое обоснование
Концепция Бней Ноах такова: это не новая религия, а полностью ортодоксальный иудаизм, в его практиковании неевреями.
Согласно Торе, всё человечество является потомками Ноя (ивр. Ноах). Ной и три его сына Сим, Хам и Иафет, а также их жёны пережили Всемирный потоп в Ковчеге, после чего начали вновь заселять Землю. Когда семья Ноя покинула ковчег, Бог заключил с ними завет. Согласно Талмуду, этот завет содержал в себе Семь законов потомков Ноя. Таким образом, на всех людей возложена обязанность их соблюдения, а на еврейский народ, кроме того, дополнительные обязанности, принятые после дарования Торы на горе Синай.
С точки зрения иудаизма, соблюдение Семи законов является наиболее приемлемой линией поведения для нееврея. Согласно мнению, высказанному в Талмуде и поддержанному Рамбамом и многими другими авторитетами, представителям других народов, сознательно соблюдающим эти законы в силу их божественного происхождения, уготовано место в Грядущем мире (ивр. עוֹלָם הַבָּא‎, Ола́м а-ба́) наряду с евреями, соблюдающими 613 заповедей. В раввинистической литературе к таким неевреям применяется термин «праведники народов мира» (ивр. חֲסִידֵי אֻמּוֹת הָעוֹלָם‎, хасиде́й уммо́т а-ола́м; не следует путать с почётным званием, присуждаемым институтом Яд ва-Шем).
С точки зрения еврейской традиции, в будущем всё человечество будет придерживаться монотеизма Танаха, и в этом они будут едины с евреями, как сказано в пророчестве Цфании «Тогда опять Я дам народам уста чистые, чтобы все призывали имя Господа и служили Ему единодушно» (Соф. 3:9). Таким образом Завет, заключённый Богом с евреями, должен постепенно распространиться на всё человечество. Праведники народов мира при этом будут «праведными неевреями», то есть для присоединения к Завету с Богом они вовсе не обязываются переходить в иудаизм, то есть совершить гиюр (однако те, кто захочет, может это сделать).
Виднейший мыслитель иудаизма Маймонид собрал все современные ему талмудические и галахические решения, касающиеся этих заповедей, и изложил их со своими комментариями в разделе «Законы царей и войн» своего фундаментального труда Мишне Тора.

## Семь законов потомков Ноя
Согласно представлению иудаизма, Бог дал человечеству через Ноя следующие заповеди:
1. Запрет идолопоклонства — единобожие, запрет служения ложным богам;
2. Запрет богохульства — почитание Бога;
3. Запрет предумышленного убийства — уважение к человеческой жизни;
4. Запрет на воровство и похищение человека — уважение к имуществу ближнего;
5. Запрет прелюбодеяния (полового разврата) — запрет на инцест, супружескую измену (брать чужих жён), половую связь с женой отца (даже если она не мать и даже после смерти отца), запрет на однополые связи и скотоложество;
6. Запрет употребления в пищу плоти, отрезанной от живого — уважение к живым существам (включая людей);
7. Обязанность создать справедливую судебную систему и понятные законы, а также обеспечить равенство всех перед этим законом.

В каждой из этих заповедей есть немало деталей и подробностей. Кроме того, существуют дополнительные законы, которые приведены в Талмуде как обязательные для народов мира на основе анализа текста Письменной Торы или предания. Они в своём большинстве являются предметом дискуссий еврейских мудрецов.
Среди них — запреты скрещивания животных и деревьев, кастрирования людей и животных, колдовства, нанесения ударов человеку; обязанности благотворительности, рождения детей, уважения родителей.
Законы потомков Ноя не были достаточно детально разработаны на протяжении истории из-за их малой востребованности. Лишь последние годы многие вопросы, связанные с законами потомков Ноаха, стали темой интенсивных обсуждений.

## Современное движение
Первым инициатором создания движения Бней Ноах в новое время был раввин Элияху Бенамозег в конце XIX века, но реально это движение началось в последней четверти XX века в связи с изменением представлений народов мира о евреях и иудаизме (и резко возросшим интересом к нему), которое произошло после воссоздания Государства Израиль и, особенно, после Шестидневной войны 1967 года, продвинувшей Израиль в направлении «Библейского государства».
В результате распространения идей иудаизма, особенно в США, образовалось общественное движение, объединяющее людей, желающих соблюдать приведённые выше законы в строгом соответствии с учением иудаизма.
Ортодоксальный иудаизм запрещает пропаганду перехода в иудаизм, однако считается, что еврейский народ обязан помогать в распространении Законов потомков Ноя среди народов мира.
В настоящее время в мире существуют общины «потомков Ноя» (общей численностью в несколько десятков тысяч человек), часто связанные с местными еврейскими общинами. Был создан ряд организаций, координирующих действия этих общин и укрепляющих связь между ними и еврейским сообществом. Основными являются United Noahide Academies, High Council of B’nei Noah, а также United Noahide Council.
В Израиле под руководством раввина Ури Шерки создан «Брит Олам — Всемирный Ноахидский Центр», придерживающийся расширительного подхода к возможностям полноценного подключения Бней Ноах к иудаизму во всех аспектах.
Работает организация United Noahide Academies, близкая к High Council of B’nei Noah, а также United Noahide Council.
В американском обществе, и англоязычном обществе вообще, это движение распространено намного шире.
В конце 2010-х гг. под руководством ортодоксальных раввинов был разработан молитвенник для неевреев, а также был издан ряд публикаций, посвящённых подробностям соблюдения заповедей.

## Две концепции «Бней Ноах» в современном иудаизме
В современном иудаизме существуют две разные концепции «Бней Ноах»:
1. «Движение «Бней Ноах» состоит в соблюдении только семи заповедей, остальные заповеди иудаизма не относятся к ним» — такова точка зрения части последователей Хабада (раввин Мойше Вайнер) и некоторых других направлений. Это означает, что «Бней Ноах» не могут соблюдать субботу, изучать Тору (кроме семи заповедей) и т. д. Раввин Мойше Вайнер является специалистом по законам Торы, обращённым к народам мира[7]. Он автор многих книг посвящённых различным областям еврейского законодательства, и среди них — «Семь врат праведности», «90 Законов» и трёхтомная антология «Семь заповедей Всевышнего», обобщившая весь сохранённый традицией корпус знаний в этой сфере. «Семь заповедей Всевышнего» («Шева Мицвот ха-Шем») была представлена на рассмотрение всемирно известным раввинским авторитетом, гаоном раввином Залманом Нехемией Гольдбергом, который был членом Верховного раввинского суда Израиля. Он подробно изучил полный текст, добавил комментарии во многие сноски и дал своё одобрение[7]. Книга также получила одобрение от раввина Шломо Моше Амара (президент Высшего раввинского совета Израиля и бывшего главного сефардского раввина Израиля[8], раввина Якова Элиэзрова (глава раввинского суда Большого Иерусалима)[9], раввина Гедалии Дова Шварца (глава раввинских судов Совета раввинов Америки и Чикагского раввинского совета)[10].
2. «Движение «Бней Ноах» состоит в полном присоединении к иудаизму как к религии, без того чтобы стать частью еврейского народа (и поэтому без совершения гиюра), но с тем, чтобы учиться у евреев и вместе продвигать мир». После того, как «Бней Ноах» принимают на себя обязательные 7 заповедей, они могут по желанию осуществлять остальные еврейские заповеди, в том числе изучение Торы, соблюдение субботы, празднование еврейских праздников и т. д. Такой точки зрения придерживаются, например, раввины Йоэль Шварц и Ури Шерки[11]. Согласно первому из приведённых подходов ответ на вопрос «Может ли нееврей соблюдать субботу и изучать Тору?» отрицателен, а согласно второму — положителен. Маймонид в своих книгах в одном месте пишет «гой не должен соблюдать Субботу и изучать Тору», а в другом — «если Бен Ноах хочет соблюдать другие заповеди, помимо 7 базовых заповедей «Бней Ноах», то он получает за них награду с Неба, и мы (евреи) должны поддерживать его в этом». Многие цитируют первую фразу из Маймонида, не зная о второй. Раввин Ури Шерки (и раввинский совет организации Брит Олам) объясняют это противоречие у Маймонида тем, что «гой» и «Бен Ноах» — это разные галахические понятия. «Гой» — это нееврей, который ещё не принял на себя заповеди «Бней Ноах», но если он уже принял эти заповеди, — то он перестал быть «гой» и стал «Бен Ноах», и может соблюдать дальнейшие заповеди, в том числе соблюдать субботу и учить Тору.

### Общины ноахидов в англоязычном мире
- Noahide community of the United Kingdom
- List of Noahide communities
- Noahide community of Oklahoma
- Noahide community of Texas
- Noahide community of North Virginia
- New York, NY Center
- Bnai Noah of Toronto
- Virtual Bnai Noah Community
- Ask Noah International Inc
- Noahide Academy of Jerusalem